# Effetto Pockels
L'effetto Pockels consiste nella variazione lineare dell'indice di rifrazione di un materiale a causa di un campo elettrico esterno. Prende nome da Friedrich Carl Alwin Pockels, che lo studiò alla fine del XIX secolo.

## Materiali che presentano effetto Pockels
I principali materiali per i quali si osserva effetto Pockels sono i cristalli non centrosimmetrici.
Questo è deducibile tramite una serie di ragionamenti sulla natura del materiale. Anzitutto,
poiché deve poter essere definito un ellissoide degli indici di rifrazione, il materiale non può essere un solido amorfo, giacché questo implica che l'indice di rifrazione è lo stesso in tutte le direzioni. Questo ci porta a considerare necessariamente dei cristalli.
Tuttavia, non tutti i cristalli possono mostrare effetto Pockels: poiché questo effetto induce una variazione lineare dell'indice di rifrazione, i cristalli centrosimmetrici non possono mostrare questo effetto, dal momento che c'è simmetria d'inversione (ovvero, non ci sono direzioni privilegiate).
In altri termini, sia {\displaystyle E_{1}} un campo elettrico, che induce nel mezzo un {\displaystyle \Delta n_{1}=sE_{1}}. Se ora invertiamo il campo {\displaystyle E_{1}}, avremo {\displaystyle \Delta n_{2}=-sE_{1}}. In un cristallo centrosimmetrico, non essendoci direzioni privilegiate {\displaystyle \Delta n_{1}=\Delta n_{2}\Rightarrow sE_{1}=-sE_{1}\Rightarrow s=0} e dunque non si ha effetto Pockels.
Riassumendo, i materiali che mostrano effetto Pockels sono i cristalli non centrosimmetrici.

## Analisi matematica dell'effetto Pockels
Si consideri un materiale con ellissoide degli indici descritto dall'equazione
{\displaystyle {\frac {x^{2}}{n_{x}^{2}}}+{\frac {y^{2}}{n_{y}^{2}}}+{\frac {z^{2}}{n_{z}^{2}}}=1}.
Se sottoposto ad un generico campo elettrico esterno {\displaystyle {\vec {E}}=\left[{\begin{array}{c}E_{1}\\E_{2}\\E_{3}\end{array}}\right]}, l'ellissoide degli indici subirà una trasformazione che, nel caso più generale, è descrivibile come una rotazione nello spazio:
{\displaystyle \left({\frac {1}{n_{1}^{2}}}\right)x^{2}+\left({\frac {1}{n_{2}^{2}}}\right)y^{2}+\left({\frac {1}{n_{3}^{2}}}\right)z^{2}+2\left({\frac {1}{n_{4}^{2}}}\right)yz+2\left({\frac {1}{n_{5}^{2}}}\right)xz+2\left({\frac {1}{n_{6}^{2}}}\right)xy=1} (1)
Analizziamo i coefficienti di questa espressione. Dato che il campo elettrico esterno è un effetto perturbativo, possiamo descrivere ogni coefficiente come quello nello stato non perturbato - se presente - più il contributo perturbativo.
{\displaystyle {\frac {1}{n_{1}^{2}}}={\frac {1}{n_{x}^{2}}}+\Delta \left({\frac {1}{n^{2}}}\right)_{1}}

{\displaystyle {\frac {1}{n_{2}^{2}}}={\frac {1}{n_{y}^{2}}}+\Delta \left({\frac {1}{n^{2}}}\right)_{2}}

{\displaystyle {\frac {1}{n_{3}^{2}}}={\frac {1}{n_{z}^{2}}}+\Delta \left({\frac {1}{n^{2}}}\right)_{3}}

{\displaystyle {\frac {1}{n_{4}^{2}}}=\Delta \left({\frac {1}{n^{2}}}\right)_{4}}

{\displaystyle {\frac {1}{n_{5}^{2}}}=\Delta \left({\frac {1}{n^{2}}}\right)_{5}}

{\displaystyle {\frac {1}{n_{6}^{2}}}=\Delta \left({\frac {1}{n^{2}}}\right)_{6}}
Poiché le variazioni {\displaystyle \Delta \left({\frac {1}{n^{2}}}\right)_{i}} sono dipendenti dal campo elettrico esterno applicato, possiamo introdurre dei coefficienti {\displaystyle r_{ij}} - dipendenti dalla struttura del cristallo - che leghino il campo elettrico esterno ai suoi effetti perturbativi:
{\displaystyle \Delta \left({\frac {1}{n^{2}}}\right)_{1}=r_{11}E_{1}+r_{12}E_{2}+r_{13}E_{3}}

{\displaystyle \Delta \left({\frac {1}{n^{2}}}\right)_{2}=r_{21}E_{1}+r_{22}E_{2}+r_{23}E_{3}}

{\displaystyle \Delta \left({\frac {1}{n^{2}}}\right)_{3}=r_{31}E_{1}+r_{32}E_{2}+r_{33}E_{3}}

{\displaystyle \Delta \left({\frac {1}{n^{2}}}\right)_{4}=r_{41}E_{1}+r_{42}E_{2}+r_{43}E_{3}}

{\displaystyle \Delta \left({\frac {1}{n^{2}}}\right)_{5}=r_{51}E_{1}+r_{52}E_{2}+r_{53}E_{3}}

{\displaystyle \Delta \left({\frac {1}{n^{2}}}\right)_{6}=r_{61}E_{1}+r_{62}E_{2}+r_{63}E_{3}}
relazioni che si possono esprimere in maniera più compatta introducendo il tensore elettroottico {\displaystyle [r_{ij}]} con {\displaystyle i=1,..,6} e {\displaystyle j=1,..,3}:

{\displaystyle \left[\Delta \left({\frac {1}{n^{2}}}\right)_{i}\right]=[r_{ij}]{\vec {E}}}
Abbiamo dunque legato il campo elettrico esterno applicato con la variazione dell'ellissoide degli indici.
Valutando l'incremento {\displaystyle \Delta \left({\frac {1}{n^{2}}}\right)} usando uno sviluppo al prim'ordine, si ritrova che la variazione dell'indice dipende linearmente dalla variazione di campo elettrico applicato:

{\displaystyle \Delta \left({\frac {1}{n^{2}}}\right)\approx -\left({\frac {2}{n^{3}}}\right)\Delta n=\sum _{j=1}^{3}r_{ij}E_{j}}.
Studiando l'equazione (1) è possibile analizzare come il materiale modifica una generica radiazione elettromagnetica in ingresso.
Fortunatamente, nella maggioranza dei cristalli il tensore elettroottico ha molti elementi nulli, snellendo i calcoli necessari ad uno studio del mezzo.

### Esempio d'applicazione su un cristallo diKH2PO4{\displaystyle KH_{2}PO_{4}}
Ci riferiamo ad un cristallo di {\displaystyle KH_{2}PO_{4}} (altrimenti noto come KDP). È un cristallo appartenente al gruppo di simmetria 42m e in assenza di campo esterno presenta un asse ottico, ovvero un asse lungo il quale l'indice di rifrazione è diverso rispetto agli altri due assi, cosicché l'equazione dell'ellissoide degli indici è

{\displaystyle {\frac {x^{2}}{n_{o}^{2}}}+{\frac {y^{2}}{n_{o}^{2}}}+{\frac {z^{2}}{n_{e}^{2}}}=1}.
Il tensore elettroottico di questo cristallo è il seguente:

{\displaystyle [r_{i,j}]=\left[{\begin{array}{ccc}0&0&0\\0&0&0\\0&0&0\\r_{41}&0&0\\0&r_{41}&0\\0&0&r_{63}\end{array}}\right]}
Per semplicità, consideriamo un campo elettrico {\displaystyle {\vec {E}}=\left[{\begin{array}{c}0\\0\\E_{z}\end{array}}\right]}.

L'effetto perturbativo, quindi, andrà a influenzare solo il termine {\displaystyle xy} con una correzione
{\displaystyle \Delta \left({\frac {1}{n^{2}}}\right)_{6}=r_{63}E_{z}}: in questo caso, l'equazione dell'ellissoide degli indici perturbato (1) diventa

{\displaystyle {\frac {x^{2}}{n_{o}^{2}}}+{\frac {y^{2}}{n_{o}^{2}}}+{\frac {z^{2}}{n_{e}^{2}}}+2xyr_{63}E_{z}=1}
Con un opportuno cambio di variabili (rotazione degli assi x e y di 45°), si può ritornare alla condizione di un'ellisse riferito ai suoi assi, ottenendo così un'equazione

{\displaystyle x'^{2}\left({\frac {1}{n_{o}^{2}}}-r_{63}E_{z}\right)+y'^{2}\left({\frac {1}{n_{o}^{2}}}+r_{63}E_{z}\right)+{\frac {z^{2}}{n_{e}^{2}}}=1}.
Si osserva, dunque, come il comportamento del cristallo sia diventato completamente anisotropo. I nuovi indici di rifrazione nella terna {\displaystyle x',y',z} sono

{\displaystyle n_{x'}={\frac {n_{o}}{\sqrt {1-n_{o}^{2}r_{63}E_{z}}}}}

{\displaystyle n_{y'}={\frac {n_{o}}{\sqrt {1+n_{o}^{2}r_{63}E_{z}}}}}

{\displaystyle n_{z}=n_{e}}

È possibile effettuare una approssimazione al prim'ordine in serie di Taylor delle espressioni degli indici appena trovate, ottenendo 

{\displaystyle n_{x'}\approx n_{o}+{\frac {1}{2}}n_{o}^{3}r_{63}E_{z}}

{\displaystyle n_{y'}\approx n_{o}-{\frac {1}{2}}n_{o}^{3}r_{63}E_{z}}

{\displaystyle n_{z}=n_{e}}

Si consideri dunque un'onda elettromagnetica che si propaga lungo l'asse z e che entra nel cristallo. È possibile scomporre quest'onda in due componenti lungo gli assi {\displaystyle x'} e {\displaystyle y'}:

{\displaystyle {\vec {E}}_{x'}=A_{x'}e^{i(\omega t-k_{0}n_{x'}z)}} 

{\displaystyle {\vec {E}}_{y'}=A_{y'}e^{i(\omega t-k_{0}n_{y'}z)}}.
Supponendo che il cristallo sia lungo L, la differenza di fase in uscita dal cristallo delle due componenti di polarizzazione della radiazione in ingresso sarà

{\displaystyle \Gamma =k_{0}n_{x'}L-k_{0}n_{y'}L=k_{0}L(n_{x'}-n_{y'})=k_{0}n_{o}^{3}r_{63}E_{z}L=k_{0}n_{o}^{3}r_{63}\Delta V}
dove nell'ultimo passaggio abbiamo deciso di sostituire {\displaystyle E_{z}L=\Delta V} per essere più vicini a quanto avviene realmente (il dispositivo si controlla in tensione).
Variando opportunamente la tensione, è possibile ottenere dei valori di {\displaystyle \Gamma } che permettano di entrare nel cristallo con luce polarizzata linearmente e uscire con luce polarizzata circolarmente, o viceversa.
Questo effetto è usato nelle celle di Pockels per creare interruttori ottici ed è anche alla base dei modulatori elettroottici d'ampiezza e di fase.

## Applicazioni delle celle di Pockels
Le celle di Pockels sono usate per varie applicazioni tecniche e scientifiche. Una cella di Pockels, combinata con un polarizzatore, può essere usata per passare da una rotazione della polarizzazione pari a 0° ad una rotazione di 90°, creando così un interruttore elettro-ottico in grado di permettere il passaggio di impulsi di luce della durata di pochi nanosecondi. La stessa tecnica può essere usata per modulare la rotazione della polarizzazione di un fascio di luce tra 0° e 90°; l'intensità del fascio uscente, vista attraverso un polarizzatore, presenta una modulazione in ampiezza. Questo segnale modulato può essere usato per misure risolte nel tempo dei campi elettrici ai quali é sottoposta la cella di Pockels.